# Loris Baz
Pour les articles homonymes, voir Baz.
Loris Baz est un pilote de vitesse moto et d'endurance français né le 1er février 1993 à Sallanches en Haute-Savoie. Il pilote en Superbike avant de disputer trois saisons en MotoGP, de 2015 à 2017 puis de retrouver le championnat Superbike lors de la saison 2018.

## Biographie
Loris Baz commence la moto à l'âge de 10 ans, en 2003 en championnat catalan.
En 2008, après une année d'entrainement au guidon de sa Yamaha R6, il participe au championnat Superstock 600 (en) sous les couleurs du MRS sur Yamaha et devient le plus jeune vainqueur de cette compétition.
En 2009 et 2010, il s’engage dans le championnat Superstock 1000 et participe à trois manches du British Superbike Championship en « wild card ».
En 2011, il devient le plus jeune pilote en championnat BSB en s’engageant sous les couleurs du Team Motorpoint sur une Yamaha R1. Faute de budget, sa saison s’arrête en août 2011. Pour le reste de la saison, il participe à une manche du championnat allemand IDM et deux manches du championnat Superstock 1000 sur une Honda. Il participe aux 24 heures du Mans au sein de l’équipe du YART (en) sur Yamaha et termine avec ses coéquipiers 3e.
En 2012, il s’engage dans le championnat Superstock 1000 sur une Kawasaki ZX-10R aux couleurs du team MRS. Il participe au Bol d'or sur une Kawasaki avec pour coéquipiers Jérémy Guarnoni et Nans Chevaux et forment le trio le plus jeune de la course. Ils terminent l'épreuve à la 18e place.
Son numéro fétiche est le 65 qu’il porte depuis le début de sa carrière en hommage au pilote italien Loris Capirossi. Pour sa carrière en Superbike qui a débuté en mai 2012, il porte le numéro 76, le 65 étant déjà porté par Jonathan Rea.

## Saisons

### 2012-2014: Superbike

#### Saison 2012
Le 11 mai 2012, il devient pilote officiel Kawasaki Superbike, remplaçant pour le reste de la saison le pilote Joan Lascorz, blessé. Pour sa première participation au championnat, il termine la course 8e de cette saison.
Le 22 juillet lors de la course 1 de l'épreuve de Brno, Loris Baz termine troisième derrière Marco Melandri et son coéquipier Tom Sykes. À 19 ans, il devient ainsi le plus jeune pilote français à monter sur le podium d'une course du championnat du monde de Superbike. Il devient également le deuxième plus jeune participant à monter sur le podium d'une course de ce championnat, le plus jeune étant Yuichi Takeda. Le 5 août, sur le circuit de Silverstone, dans des conditions difficiles, il remporte sa première course en Superbike après seulement 11 départs. Il est le plus jeune français à remporter une course de l'histoire en championnat du monde de Superbike. Il est aussi le cinquième Français à gagner une course en WSBK après Adrien Morillas, Raymond Roche, Régis Laconi et Sylvain Guintoli. Il confirme lors de la deuxième course, interrompue par la pluie, où il termine deuxième derrière son compatriote Sylvain Guintoli. Il termine la saison à la 13e place du championnat avec 122 points. Loris Baz est reconduit pour la saison 2013 chez Kawasaki comme équipier de Tom Sykes.

#### Saison 2013

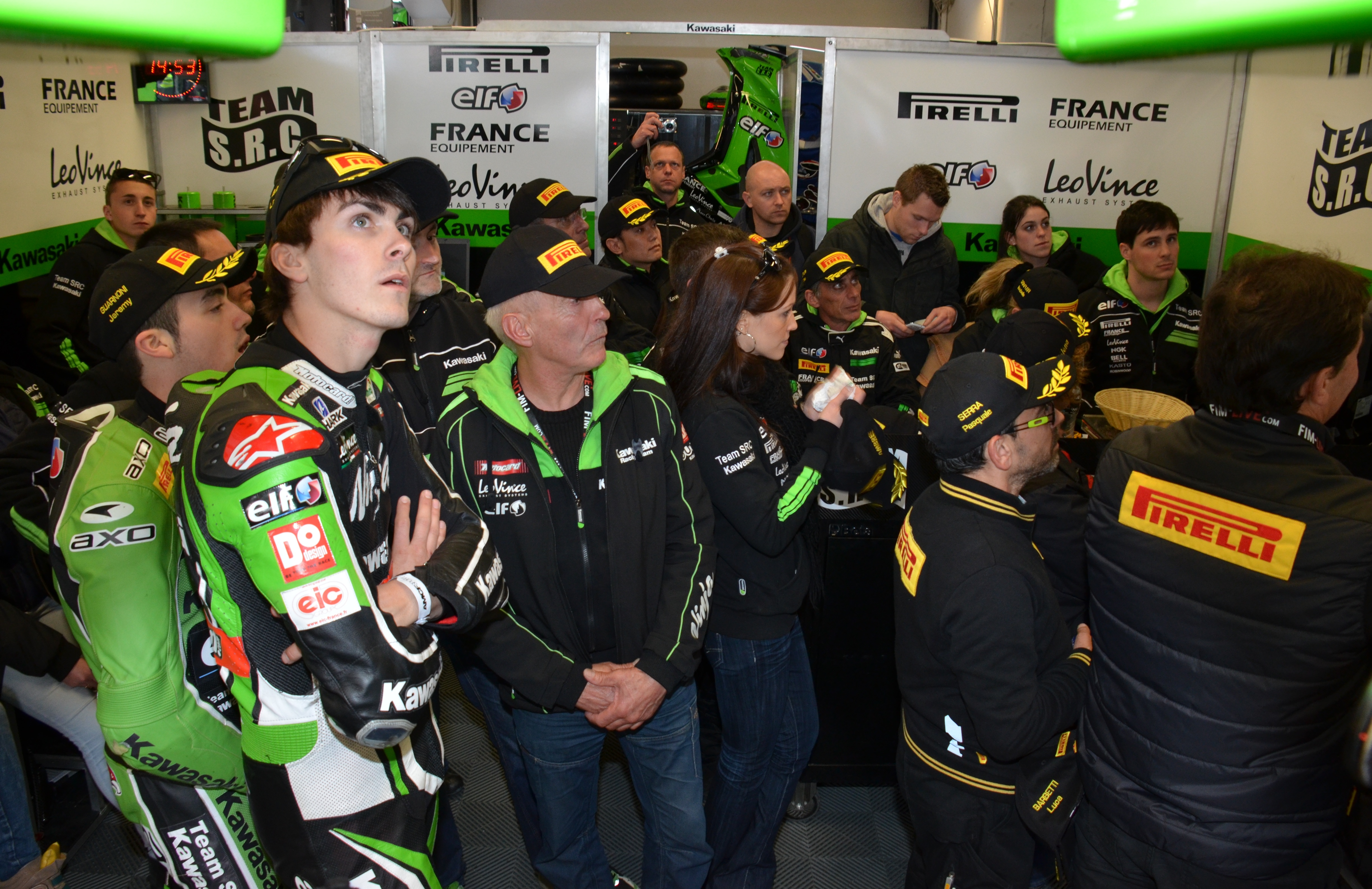
Bol d'or 2013

Le 21 avril 2013, il remporte le Bol d'or avec Grégory Leblanc et Jérémy Guarnoni sur une Kawasaki ZX-10R de l'équipe SRC. Avec une moyenne d'âge de 22,33 ans, c'est la plus jeune équipe à remporter cette épreuve.
Lors de la saison de Superbike, il remporte la deuxième course de Silverstone, devant Jules Cluzel. Lors de l'étape suivante, le GP d'Allemagne au Nürburgring en septembre, il chute lourdement lors du warm up et se blesse aux cervicales. À la suite de cette blessure, il est contraint de déclarer forfait jusqu'à la fin de la saison,. Mais malgré cette chute, le team Kawasaki décida de renouveler son contrat. Il sera donc le coéquipier du champion du monde en titre, Tom Sykes, ainsi que de David Salom, qui pour sa part roulera en Evo.

#### Saison 2014
Pour le premier Grand Prix de la saison, à Phillip Island, il réalise le septième temps lors des essais qualificatifs. Il termine cinquième de la course 1 puis deuxième de la course 2. Lors de la seconde manche, en Espagne, il se classe deuxième lors des deux courses. À Assen, pour le troisième rendez-vous de la saison, il signe la première pole position de sa carrière. Mais lors des deux courses néerlandaises, il ne parvient pas à monter sur le podium, terminant quatrième puis septième. Il obtient une deuxième super pole à Jerez, circuit où il chute lors de la première course avant de terminer septième de la deuxième.

### 2015-2017: Trois saisons en MotoGP

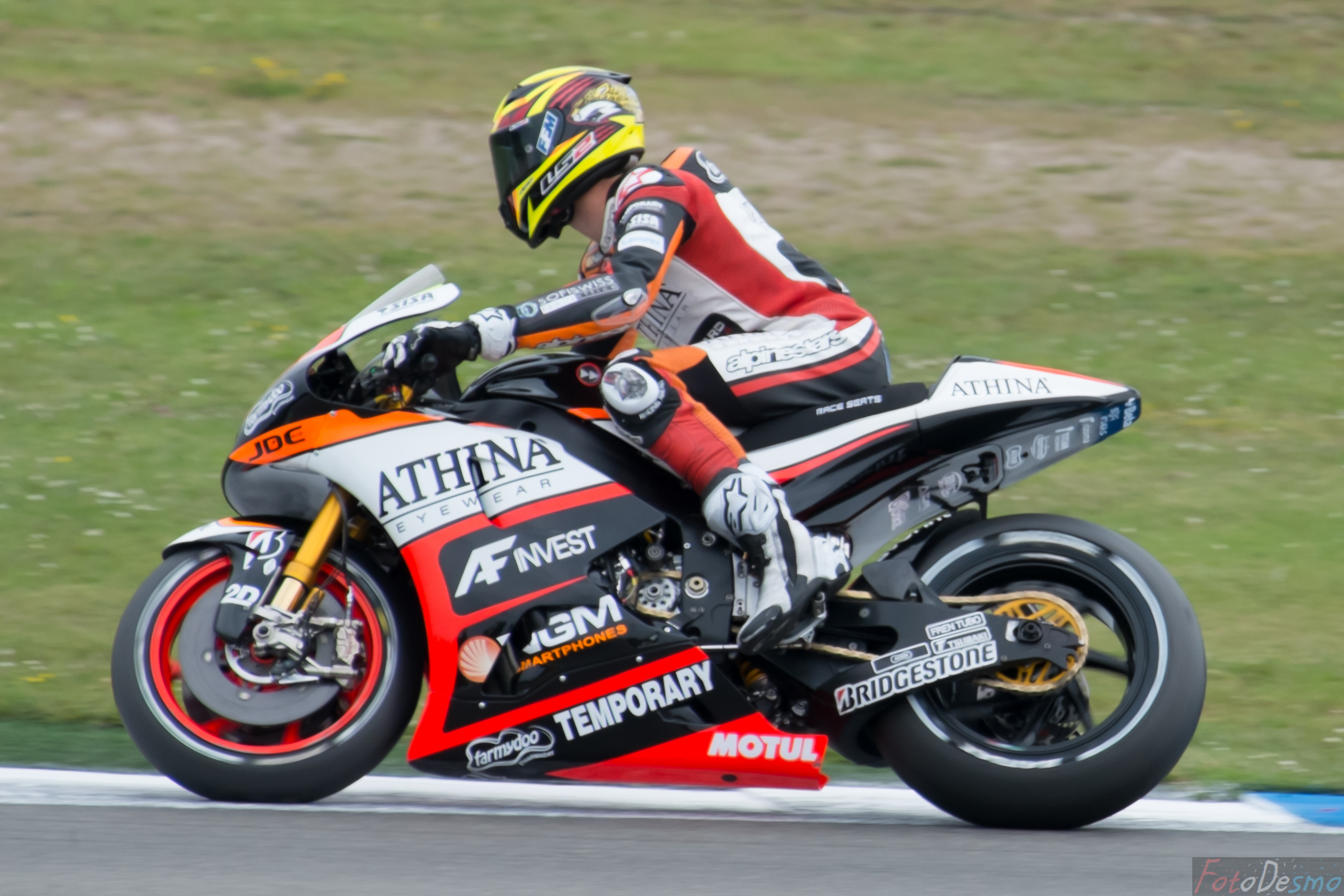
Loris Baz sur la NGM Forward en 2015.

Le 4 octobre 2014, Loris Baz est recruté par l'écurie NGM Forward Racing pour la saison 2015 de MotoGP. Il effectue ses premiers tours de roue avec la Yamaha en novembre 2014 lors des essais de pré-saison à Valence. Il termine douzième du Grand Prix de France, ce qui est alors son meilleur résultat dans la catégorie, puis termine quatrième d'une course perturbée par la pluie et les différentes stratégies de changements de pneumatiques. Occupant la tête du classement « 1st Open », il ne marque plus de points, avec notamment deux abandons sur les cinq dernières manches de la saison et termine finalement deuxième de cette catégorie remportée par Héctor Barberá.

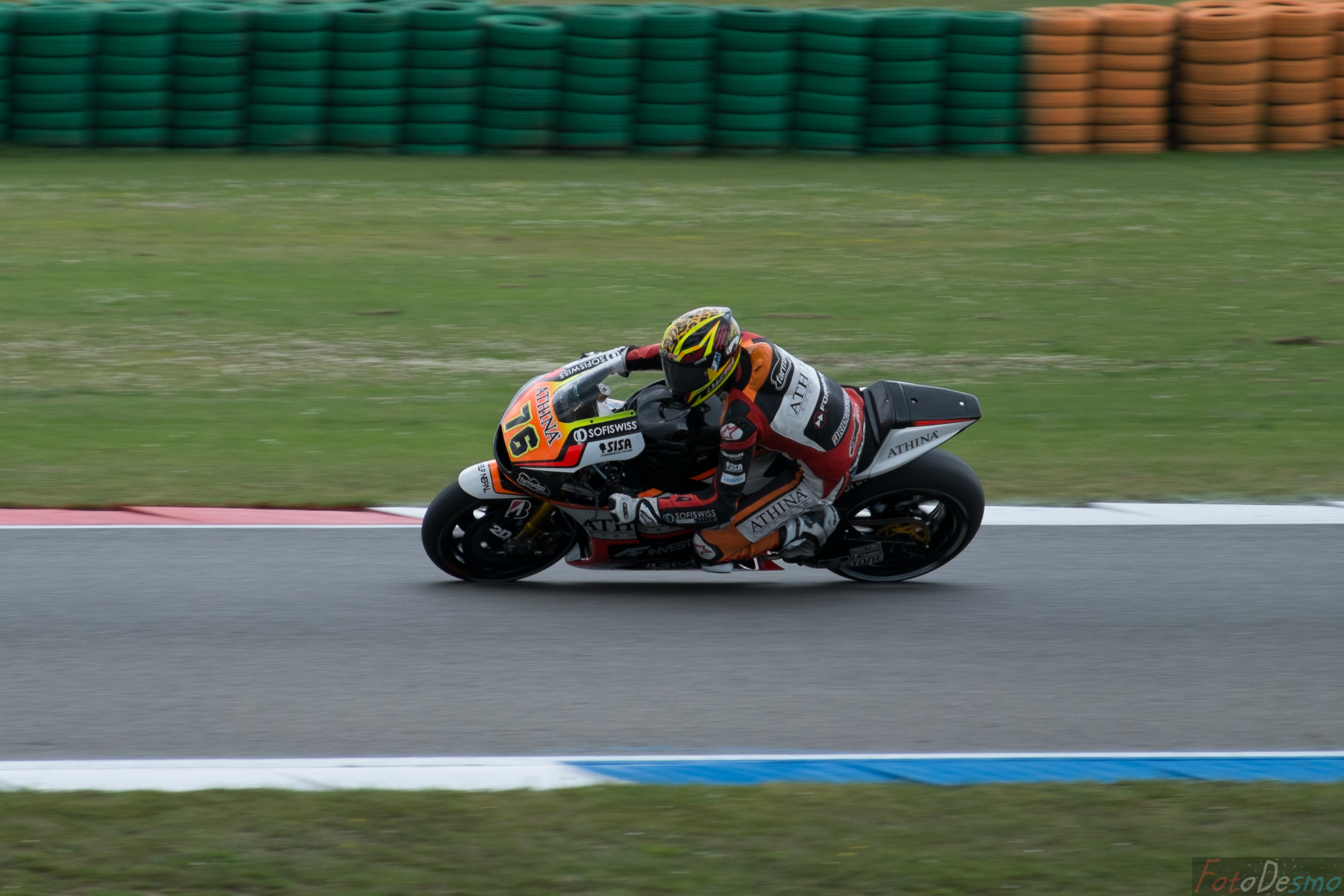
Loris Baz au Grand Prix des Pays-Bas 2015.

En septembre, il annonce rejoindre l'écurie Avintia pour piloter une Ducati aux côtés de Barberá lors de la saison 2016. Lors du Grand Prix d'Italie au Mugello, il est entraîné dans la chute d'Alvaro Bautista et Jack Miller, ce qui lui cause quatre fractures au pied droit et un métatarse déplacé. Opéré en Suisse, il doit déclarer forfait pour les courses en Catalogne et aux Pays-Bas, avant de faire son retour en Allemagne au Sachsenring. Malgré des résultats médiocres et ses forfaits, il se voit prolonger d'une saison au sein de l'écurie Avintia. Lors du Grand Prix de République tchèque, disputé sur une piste séchante, il opte pour une stratégie décalée dans le choix des pneus ce qui lui permet d'obtenir une quatrième place. Il fait une chute spectaculaire au Grand Prix de Grande-Bretagne à Silverstone. Sur une piste détrempée à Sepang, il obtient une cinquième place du Grand Prix de Malaisie. Durant la trêve hivernale, il se fait opérer pour retirer les plaques et vis posées après son accident au Grand Prix d'Italie.
Il réussit son meilleur début de saison en marquant des points lors des deux premiers grand prix. Il termine neuvième du Grand Prix de France au Mans. En septembre, Avintia annonce que son contrat n'est pas renouvelé pour la saison suivante. En octobre, il obtient un deuxième top 10 avec la dixième place du Grand Prix du Japon à Motegi.

### 2018: retour en Superbike
Loris Baz fait son retour en Superbike au sein de l'équipe Althea sur une BMW. Son début de saison ne correspond pas à ses attentes, et il occupe la 11e place du classement lors de la trêve estivale. Lors de celle-ci, en août, il doit retrouver le monde de la MotoGP à l'occasion du Grand Prix de Silverstone où remplace de l'Espagnol Pol Espargaro au sein de l'équipe KTM, celui-ci étant en convalescence après un violente chute, à Brno, en République Tchèque. Cependant, les conditions climatiques conduisent à l'annulation de ce Grand Prix de Grande-Bretagne. Après une septième place lors de la dernière course de la saison, il termine le championnat à la 11e place.
Il retrouve le circuit Superbike à l'occasion de la course de Jerez, sixième étape du championnat 2019. Il fait partie de l'écurie hollandaise Ten Kate et pilote une Yamaha. À la mi-saison, il occupe la 13e place du classement provisoire.
Recruté par l'écurie YART, sur Yamaha, pour participer à la 83e édition du Bol d'or, épreuve du championnat du monde d'endurance, avec Marvin Fritz et Niccolò Canepa, il se qualifie en pole position. L'écurie doit finalement abandonner, Baz glissant sur cette fuite d'huile. Il termine finalement dixième de la sison.
Après la saison Superbike 2020 où il termine huitième du classement général, avec quatre podiums, il voit son écurie Kate rejoindre le championnat du monde Supersport. Dans l'impossibilité de trouver un guidon dans une écurie compétitive, il décide se rendre aux États-Unis pour y disputer le championnat américain.

## Statistiques

### Par année
| Année | Cat.              | Équipe                 | Moto     | Courses | Vict. | Podiums | Poles | Mtour | Pts | Position |
| ----- | ----------------- | ---------------------- | -------- | ------- | ----- | ------- | ----- | ----- | --- | -------- |
| 2008  | SSTK 600          | YZF Yamaha Junior Team | Yamaha   | 10      | 3     | 8       | 2     | 4     | 186 | 1er      |
| 2009  | SSTK 1000         | MRS Racing             | Yamaha   | 10      | -     | -       | 1     | -     | 61  | 8e       |
| 2010  | SSTK 1000         | MRS Racing             | Yamaha   | 10      | -     | 1       | -     | -     | 65  | 8e       |
| 2010  | British Superbike | Motorpoint Yamaha      | Yamaha   | 7       | -     | -       | -     | -     | 37  | 20e      |
| 2011  | British Superbike | Motorpoint Yamaha      | Yamaha   | 13      | -     | -       | -     | -     | 88  | 14e      |
| 2011  | SSTK 1000         | Ten Kate Junior Team   | Honda    | 2       | -     | -       | -     | -     | 9   | 19e      |
| 2012  | SSTK 1000         | MRS                    | Kawasaki | 3       | -     | 1       | -     | -     | 30  | 14e      |
| 2012  | Superbike         | Kawasaki Racing Team   | Kawasaki | 20      | 1     | 3       | -     | 1     | 180 | 8e       |
| 2013  | Superbike         | Kawasaki Racing Team   | Kawasaki | 17      | 1     | 2       | -     | -     | 122 | 13e      |
| 2014  | Superbike         | Kawasaki Racing Team   | Kawasaki | 24      | -     | 9       | 2     | 1     | 311 | 5e       |
| 2015  | MotoGP            | NGM Forward Racing     | Yamaha   | 17      | -     | -       | -     | -     | 28  | 17e      |
| 2016  | MotoGP            | Avintia Racing Team    | Ducati   | 15      | -     | -       | -     | -     | 35  | 20e      |
| 2017  | MotoGP            | Reale Avintia Racing   | Ducati   | 18      | -     | -       | -     | -     | 45  | 18ᵉ      |
| 2018  | Superbike         | Bmw Althea Racing      | BMW      | 25      | 0     | 0       | 0     | 0     | 137 | 11e      |
| 2019  | Superbike         | Ten Kate               | Yamaha   | 23      | 0     | 0       | 0     | 0     | 138 | 10e      |
| 2020  | Superbike         | Ten Kate               | Yamaha   | 24      | 0     | 4       | 0     | 1     | 142 | 8e       |
| 2021  | Superbike         | Team GoEleven          | Ducati   | 6       | 0     | 2       | 0     | 0     | 53  | 14e      |
| 2022  | Superbike         | Bonovo Action BMW      | BMW      | 36      | 0     | 0       | 0     | 0     | 125 | 12e      |

### Par course en Grand Prix
| Année | Cat.   | Moto           | 1       | 2       | 3       | 4       | 5      | 6       | 7      | 8      | 9      | 10      | 11     | 12      | 13     | 14     | 15      | 16      | 17      | 18     | Classement | Points |
| ----- | ------ | -------------- | ------- | ------- | ------- | ------- | ------ | ------- | ------ | ------ | ------ | ------- | ------ | ------- | ------ | ------ | ------- | ------- | ------- | ------ | ---------- | ------ |
| 2015  | MotoGP | Yamaha Forward | QAT 22  | AME 17  | ARG 14  | SPA Ab. | FRA 12 | ITA 12  | CAT 13 | NED 15 | GER 19 | IND     | CZE 15 | GBR 16  | RSM 4  | ARA 17 | JPN Ret | AUS 18  | MAL Ret | VAL 19 | 17e        | 28     |
| 2016  | MotoGP | Ducati         | QAT Ab. | ARG Ab. | AME 15  | SPA 13  | FRA 12 | ITA Ab. | CAT    | NED    | GER 17 | AUT 13  | CZE 4  | GBR DNS | RSM    | ARA 18 | JPN 16  | AUS Ab. | MAL 5   | VAL 18 | 20e        | 35     |
| 2017  | MotoGP | Ducati         | QAT 12  | ARG 11  | AME Ab. | SPA 13  | FRA 9  | ITA 18  | CAT 12 | NED 8  | GER 19 | CZE Ab. | AUT 9  | GBR 15  | RSM 16 | ARA 21 | JPN 10  | AUS 18  | MAL Ab. | VAL 16 | 18ᵉ        | 45     |

| \| Couleur \| Résultat \| \| ------- \| ---------------------------- \| \| Or \| Vainqueur \| \| Argent \| 2e place \| \| Bronze \| 3e place \| \| Vert \| Terminé, dans les points \| \| Bleu \| Terminé, pas dans les points \| \| Violet \| Abandon (Ab.) ou (Ret) \| \| Violet \| Non classé (NC) \| \| Rouge \| Pas qualifié (DNQ) \| \| Noir \| Disqualifié (DSQ) \| \| Blanc \| Pas au départ (DNS) \| \| Blanc \| Forfait (WD) \| \| Blanc \| N'a pas participé (DNP) \| \| Blanc \| Blessé (INJ) \| \| Blanc \| Exclu (EX) \| \| Blanc \| Course annulée (C) \| Gras - Pole position Italiques - Meilleur tour en course |                              |
| Couleur | Résultat                     |
| Or | Vainqueur                    |
| Argent | 2e place                     |
| Bronze | 3e place                     |
| Vert | Terminé, dans les points     |
| Bleu | Terminé, pas dans les points |
| Violet | Abandon (Ab.) ou (Ret)       |
| Violet | Non classé (NC)              |
| Rouge | Pas qualifié (DNQ)           |
| Noir | Disqualifié (DSQ)            |
| Blanc | Pas au départ (DNS)          |
| Blanc | Forfait (WD)                 |
| Blanc | N'a pas participé (DNP)      |
| Blanc | Blessé (INJ)                 |
| Blanc | Exclu (EX)                   |
| Blanc | Course annulée (C)           |

Système d’attribution des points
| Position | 1er | 2e | 3e | 4e | 5e | 6e | 7e | 8e | 9e | 10e | 11e | 12e | 13e | 14e | 15e |
| Points   | 25  | 20 | 16 | 13 | 11 | 10 | 9  | 8  | 7  | 6   | 5   | 4   | 3   | 2   | 1   |

*Saison en cours.

## Palmarès
- 2003 : Début en vitesse - Conti puis Metrakit - Championnat Catalan
- 2004 : Coupe Bancaja Metrakit 70 et 4e de la coupe race Metrakit
- 2005 : Coupe Bancaja 125 series – 4e
- 2006 : Championnat Catalan et Championnat d’Espagne 125 cm3
- 2008 : Vainqueur du Championnat d’Europe 600 SuperStock (plus jeune champion de l’histoire du championnat)
- 2011 : Participe  à 2 courses du championnat d’Europe superstock 1000 Junior. 19e position
- 2011 : 3e des 24 heures du Mans Moto avec Steve Martin et Igor Jerman
- 2012 : Participation au Bol d'Or avec Jérémy Guarnoni et Nans Chevaux dans le team Louit Moto
- 2013 : Vainqueur du Bol d'or avec Jérémy Guarnoni et Grégory Leblanc dans le team SRC
- 2014 : 5e du Championnat du Monde Superbike
- 2015 : 17e du Championnat du Monde MotoGP et 2e Open
- 2016 : 20e du Championnat du Monde MotoGP
- 2017 : 18e du Championnat du Monde MotoGP
- 2018 : Championnat du Monde Superbike BMW ALTHEA